# Пуховичский сельсовет
Пуховичский сельсовет — административная единица на территории Пуховичского района Минской области Республики Беларусь. Административный центр — агрогородок Пуховичи.

## Состав
Пуховичский сельсовет включает 31 населённый пункт:
- Болоча — деревня.
- Болочанка — деревня.
- Боровая — деревня.
- Великие Луки — деревня.
- Высокая Старина — деревня.
- Глушка — деревня.
- Дуковка — деревня.
- Залесье — деревня.
- Затитова Слобода — деревня.
- Затишье — деревня.
- Зафранцузская Гребля — деревня.
- Красный Октябрь — деревня.
- Липники — деревня.
- Марковчизна — деревня.
- Мижречье — деревня.
- Мощёново — деревня.
- Новополье — деревня.
- Осово — деревня.
- Осовок — деревня.
- Пестун — деревня.
- Подбережье — деревня.
- Подкосье — деревня.
- Подсобное — деревня.
- Пуховичи — агрогородок.
- Репище — деревня.
- Ровчак — деревня.
- Ростоки — деревня.
- Снустик — деревня.
- Французская Гребля — деревня.
- Хидра — деревня.
- Ясная Поляна — деревня.